# Red de espías de Portland
La red de espías de Portland fue un pequeño pero activo círculo de espionaje soviético que funcionó en Gran Bretaña desde fines de la década de 1950 hasta 1961, cuando el núcleo de la red, pudo ser finalmente detenido por los servicios de seguridad y de contra-inteligencia británicos.
Es uno de los más famosos o notorios ejemplos de la utilización de los residentes (rezidenti) ilegales, espías que operan en un país extranjero, pero sin la cubierta de su respectiva embajada. Sus miembros incluían a Harry Houghton, Ethel Gee, Konon Molody (alias Gordon Lonsdale), y al matrimonio conformado por Morris Cohen (alias Peter Kroger) y su esposa Lona (alias Helen Kroger).

## Seguimiento de una red de espionaje
En 1960, la estadounidense CIA recibió cartas de un topo, quien se comunicaba desde algún país europeo detrás de la por entonces Cortina de Hierro. Éste, que se presentaba bajo el nombre código de Sniper ("francotirador"), sería más tarde identificado como un agente polaco de inteligencia de nombre Michael Goleniewski. Sniper afirmaba que los soviéticos estaban efectivamente obteniendo información clasificada desde el Establecimiento del Almirantazgo de Armas Submarinas" (Admiralty Underwater Weapons Establishment) situado en el puerto de Pórtland, Inglaterra, donde la Real Armada (Royal Navy) estaba probando novedosos equipos de guerra (anti)submarina.
La información fue entonces transmitida al MI5 (Servicios británicos de contrainteligencia). La sospecha cayó sobre Harry Houghton, un antiguo marinero y quien, en ese momento, era un funcionario civil que trabajaba en la base. Él acababa de comprar una casa nueva y su cuarto automóvil. Además, se había vuelto en bebedor empedernido, que solía comprar grandes rondas de bebidas alcohólicas en los bares o pubs locales.
Los investigadores pronto se dieron cuenta de que los gastos de éste eran mucho más altos que su salario nominal. Por lo que el MI5 mantuvo a Houghton bajo estrecha vigilancia. También mantuvieron bajo vigilancia a su amante, Ethel Gee. Ella, por su parte, era una empleada administrativa vinculada al archivado de material impreso, y podía manejar documentos clasificados a los cuales Hougthon no tenía acceso por sí mismo.
La pareja viajaba a Londres a menudo. Allí se reunirán con un hombre que se presentaba como Gordon Lonsdale, y que era un supuesto empresario de origen canadiense. Durante estas reuniones se Houghton y Lonsdale solían intercambiar paquetes. Lonsdale, a modo de fachada, se presentaba a sí mismo como vendedor de sinfonolas (jukeboxes) y de máquinas para juegos de azar y de goma de mascar. Este individuo solía viajar a menudo al extranjero y era bastante popular entre las mujeres, sobre todo entre las de la alta sociedad. El MI5 lo puso bajo discreta vigilancia. Lonsdale a menudo concurría a Ruislip, en el noroeste de la aglomeración urbana de Londres, para visitar la casa del librero anticuario Peter Kroger y de la esposa de éste, Helena. Su casa también fue puesta bajo estrecha -pero discreta- vigilancia.

## Las detenciones
El sábado 7 de enero de 1961, Harry Houghton, Ethel Gee y Lonsdale estaban teniendo una reunión en Londres, cuando fueron detenidos por la División Especial de detectives, dirigida conjuntamente por el Jefe Inspector de Ian Harold Brown y el superintendente (comisario) George Gordon Smith, ya que los oficiales del servicio de contra-inteligencia del MI5 no están autorizados a realizar arrestos.
En la bolsa de compras de Gee se encontró una gran cantidad de película y de fotografías que contenían material secreto, incluyendo detalles del buque de guerra HMS Dreadnought, del primer submarino británico de propulsión nuclear, así como las especificaciones técnicas de un conversor hidráulico denominado Borg Warner, en particular, las relativos a su velocidad.
Smith y dos colegas policiales, se trasladaron al área de Ruislip para ver a los Kroger. Bajo la excusa de estar investigando el desvalijamiento de algunas casas de la zona, obtuvieron acceso a la vivienda de los Kroger. Recién una vez dentro, los investigadores se identificaron como funcionarios de la División Especial y les dijeron a los supuestos Kroger que deberían acompañarlos a una estación de la Scotland Yard para ser sometidos a un interrogatorio.
Antes de partir hacia la estación de policía, la señora Kroger pidió permiso para avivar el fuego de la caldera hogareña. Antes de que pudiera hacerlo, Smith insistió en comprobar primeramente el contenido de su bolso. Encontró que éste contenía microfilmes (microfilms) o micropuntos (en inglés, microdots), documentos fotográficos reducidos, con el fin de hacerlos lo suficientemente pequeños como para poder ser contrabandeados fuera del país con mayor facilidad. Smith, un veterano cazador de espías, había adivinado o anticipado correctamente intención de destruir esos comprometedores microfilmes.
Los microfilmes encontrados en la casa de los supuestos Kroger contenían cartas enviadas entre Gordon Lonsdale y su esposa, que vivía en la URSS, con los hijos del matrimonio. A partir de este notable hallazgo, los detectives súbitamente se dieron cuenta de que Lonsdale más bien parecía ser un agente de inteligencia soviético, y no un común y silvestre empresario canadiense, que era como él se presentaba.
Por lo demás, aquellas fotografías en miniatura de cartas y documentos, contenían cosas de poco interés para los investigadores, y hasta triviales, como asuntos sobre dinero y finanzas personales, e información sobre cómo les estaba yendo a los niños en la escuela.
Kroger había utilizado la imprenta de su antigua tienda de libros antiguos para preparar y guardar sus micropuntos, los cuales luego serían contrabandeados entre Gran Bretaña y la Unión Soviética
Estos seguramente habrían incluido los secretos navales británicos transmitidos por Harry Houghton y Ethel Gee.
La casa de los Kroger estaba llena de equipo de espionaje, material fotográfico, libretas para la codificación de mensajes y un transmisor -receptor radial de onda larga, para poder comunicarse con Moscú. Además, los investigadores encontraron una cantidad de dinero relativamente grande escondida dentro de ella.
Fueron necesarios varios días para desenterrar todos los equipos, y otros artículos, incluyendo los reveladores pasaportes canadienses falsos, sólo serían encontrados por los agentes de contra-inteligencia del MI5 una vez que la policía ya había finalizado su propia búsqueda y registro anteriores. En particular, la radio de los Kroger estaba tan bien escondida, que el agente Peter Wright afirmaría que sólo habían logrado hallarla luego de nueve días de búsqueda exhaustiva.
También se encontraría bastante dinero en las casas de Harry Houghton, Gee y del supuesto Lonsdale.

## Juicio
Dos días después de su detención los cinco fueron llevados ante una Corte de Magistrados, acusados de haber cometido el delito de espionaje en el Tribunal de Magistrados.
La señora Gee y los Kroger alegaron su inocencia. Hoghton trató de refutar la validez de la evidencia presentada por la fiscalía de Su Majestad, pero no pudo hacerlo, ya que las pruebas presentadas por ésta eran suficientemente sólidas. El misterioso Lonsdale, por su parte, mantenía un hermético silencio.
Por cuando el juicio comenzó, el lunes 13 de marzo de 1961, nadie sabía con certeza quién era el tal Gordon Lonsdale, ni de dónde proveía en realidad.
Por su parte, al intentar brindar pruebas que confirmasen su propia inocencia, Ethel Gee alegó que, hasta donde ella sabía, Lonsdale era Alex Johnson, un comandante naval estadounidense que estaba interesado en saber cómo los británicos estaban manejando la información clasificada técnica que les estaban transmitiendo sus aliados, los Estados Unidos. Ella alegó que no tenía idea de que la información en realidad estaba yendo a menos de los Unión Soviética. De hecho, ella se había involucrado en eso a través de Harry Houghton, su primer amor después de toda una vida de soltería. Houghton afirmó que había sido objeto de amenazas por parte de "hombres misteriosos", y que sería golpeado por matones si no para transmitía la información confidencial que le requerían. Estos hombres también habían realizado amenazas respecto de Gee y de la exesposa de Harry
También, afirmó, sólo había conocido a Lodsdale como Alex Lonsdale, mientras trataba desperadamente de minimizar la participación o el involucramiento de Ethel Gee en los hechos. (Pero, como suele suceder con los espías descubiertos, la versión de los hechos por parte de Houghton deben ser tomada con cautela. Las "evidencias" o "pruebas" que ofrecía más que probablemente eran un medio para obtener una sentencia de culpabilidad menor).
Ni el aparente Lonsdale ni los supuestos Kroger subieron al estado, pero en declaraciones formuladas afuera de la Corte, Lodsdale pretendió asumir toda la responsabilidad por la actividad, minimizando notablemente el papel de sus socios. Es más, él afirmó que los Kroger eran inocentes, alegando que él mismo solía cuidar la casa de ellos cuando éstos se encontraban fuera de la ciudad, por lo que la había aprovechado como un buen escondite para ocultar allí sus relativamente pequeños equipos de espionaje, todo sin que ellos se diesen cuenta.
Lonsdale afirmó que la Krogers eran inocentes: que había examinado a menudo después de que su casa mientras estaban fuera y habían utilizado para ocultar su espionaje equipo sin su conocimiento. Naturalmente, los Kroger respaldaron esa afirmación, diciendo que Peter era simplemente un librero especializado en libros antiguos, y que Helen era una simple ama de casa. Pero no podían explicar por qué los investigadores habían encontrado, en su propia casa, pasaportes canadienses falsos con sus respectivas fotografías en ellos. Clara y evidentemente, éstos podían ser usados para un eventual intento de fuga del Reino Unido.
El jurado volvió con el veredicto de culpabilidad para todos los acusados.
El superintendente (comisario) Smith entonces subió al estrado para brindar su testimonio al respecto. Él diría que a través de sus huellas digitales, los supuestos Kroger habían sido identificados como Morris y Lona Cohen respectivamente, renombrados espías que antes ya habían trabajado para la Unión Soviética en los Estados Unidos, junto a los notables Ethel y Julius Rosenberg, Rudolf Abel y David Greenglass.
Anunció que, a través de sus huellas dactilares proporcionadas por el estadounidense FBI, la Krogers se había identificado como Morris y Lona Cohen, reconocido espías que habían trabajado con Ethel y Julius Rosenberg, Rudolf Abel y David Greenglass en los Estados Unidos. Smith también reveló el pasado académico y militar de Morris Cohen (este último, relacionado con su servicio en el Ejército de los Estados Unidos durante la Segunda Guerra Mundial.
Por otro lado, Londsdale seguía siendo un hombre de origen (muy) misterioso, a pesar de las extensivas pesquisas e investigaciones llevadas a cabo por el británico MI5, los estadounidenses FBI y CIA, y la Real Policía Montada del Canadá (Royal Canadian Mounted Police), y otros servicios de inteligencia occidentales.
De lo que sí estaban convencidos, basándose en los reveladores y comprometedores microfilmes que habían encontrado en casa de los Kroger (Cohen), era que él provenía de la ruso o soviético y suponían que era un miembro del KGB, pero hasta ese momento su pasado sólo podía ser rastreado hasta 1954, cuando apareció por primera vez en Canadá (donde supuestamente había nacido en 1924), después de haber desembarcado en ese país.

## Penas impuestas y vidas posteriores
Harry Houghton y Ethel Gee fueron condenados a 15 años de prisión. Ellos serían liberados en 1970 y se casarían poco tiempo después.
Los Kroger (es decir, los Cohen) fueron condenados a 20 años de cárcel. En 1969, fueron intercambiados por el ciudadano británico Gerald Brooke, quien se hallaba detenido en la Unión Soviética. Como parte del proceso de intercambio, los soviéticos confirmaron que ambos eran espías que trabajaban a su servicio.
Lonsdale, el "cerebro" detrás de esta pequeña pero efectiva y peligrosa red de espías, fue condenado a 25 años de prisión. En 1964 fue finalmente canjeado por el espía británico Greville Wynne, quien se encontraba detenido en la URSS. Como parte de las formalidades del proceso de intercambio, los soviéticos revelaron la verdadera identidad del supuesto Lonsdale: Konon Trofimovich Molody, quien había nacido en Moscú en 1922 (no en 1924, como afirmaba sus documentos). Su nombre ficticio se trataba, en realidad de un necrónimo, que había correspondido a un auténtico ciudadano canadiense llamado Gordon Lonsdale, que sí había nacido en 1922 y fallecido probablemente en 1943, víctima de un aparente asesinato).
Se cree que la red de espías de Portland tenía más miembros que los cinco originalmente arrestados, pero probablemente se trataba de residentes (rezidenti) legales, es decir, de agentes que trabajaban bajo la cobertura de la embajada soviética (y eventualmente, también de la polaca), por lo que, de todos modos, habrían tenido inmunidad diplomática, frente a un hipotético o eventual procesamiento judicial.

## Impacto en la cultura popular
En 1964 los por entonces recientes eventos sirvieron de trama para la película Ring of spies (literalmente "anillo de espías", también conocida como Ring of treason, "Círculo de traición"), dirigida por Robert Tronson, y con la actuación de William Sylvester como Gordon Lonsdale y Bernard Lee como Harry Houghton (Lee sería más conocido como "M" en las primeras películas del agente 007, James Bond).
El dramaturgo y guionista Hugh Whitemore escribió une obra de teatro denominada Betrayal - Pack of Lies (algo así como "Traición: Paquete de mentiras"), cuya trama se centra en la relación entre los Kroger (es decir, de los Cohen) con sus vecinos cercanos, durante los meses inmediatamente anteriores al arresto de ambos por parte de la policía británica. La obra ha sido representada varias veces. En 1987 la obra fue adaptada a la "pantalla chica", en un drama televisivo que incluía la actuación de Teri Garr y de Alan Bates. No obstante, en esa ficción el apellido Kroger fue cambiado a Schaefer.
En 2006, a 45 años de producido el notable incidente de espionaje, la red de espías de Portland todavía seguía dando que hablar:
- El 9 de septiembre de ese año, sería representada la obra de Whitemore, esta vez en un radio-teatro de la BBC, en el programa Saturday Play. Actuaron Ed Begley, Jr. como Peter Kroger, Teri Garr nuevamente como Helen, Alfred Molina como su vecino y Michael York como uno de los investigadores del MI5. Fue dirigida por Martin Jarvis.
- El 26 de octubre de ese año, un nuevo drama televisivo basado en él, llamada Longford, fue emitida por el Canal 4 (Channel 4) británico.